# Frederick Reines
Frederick Reines (Paterson, EUA, 16 de març de 1918 - íd., 26 d'agost de 1998) fou un físic i professor universitari estatunidenc guardonat amb el Premi Nobel de Física l'any 1995 pel seu descobriment del neutrí.
De ben petit, es traslladà amb la seva família a la ciutat de Nova York, on estudià física a l'Institut Stevens de Tecnologia de la Universitat de Nova York. Fou professor de la Universitat de Califòrnia a Irvine, situada a l'estat de Califòrnia, i fou membre de l'Acadèmia de Ciències dels Estats Units.
Va iniciar la seva recerca l'any 1945 en la Divisió Teòrica del laboratori de Los Alamos sota la direcció de Richard Feynman. Al costat de Clyde Cowan, inicià les seves investigacions al voltant dels leptons i aconseguiren descobrir l'any 1956 el primer neutrí, confirmant així la predicció del físic Wolfgang Pauli realitzada vint anys abans.
L'any 1959 abandonà la seva recerca al laboratori de Los Alamos per esdevenir cap del departament de física de la Universitat de Case, i el 1966 acceptà el seu nomenament com a professor de la Universitat d'Irvine. Reines és considerat com l'únic científic en la història íntimament associat amb el descobriment i la posterior recerca d'una partícula elemental.
El 1995 fou guardonat amb la meitat del Premi Nobel de Física per les seves contribucions, pioneres, en la física dels leptons i especialment en la detecció del neutrí, premi que compartí amb el físic Martin Lewis Perl.
Va morir el 1998 de causes naturals.